# Löwe von Belfort

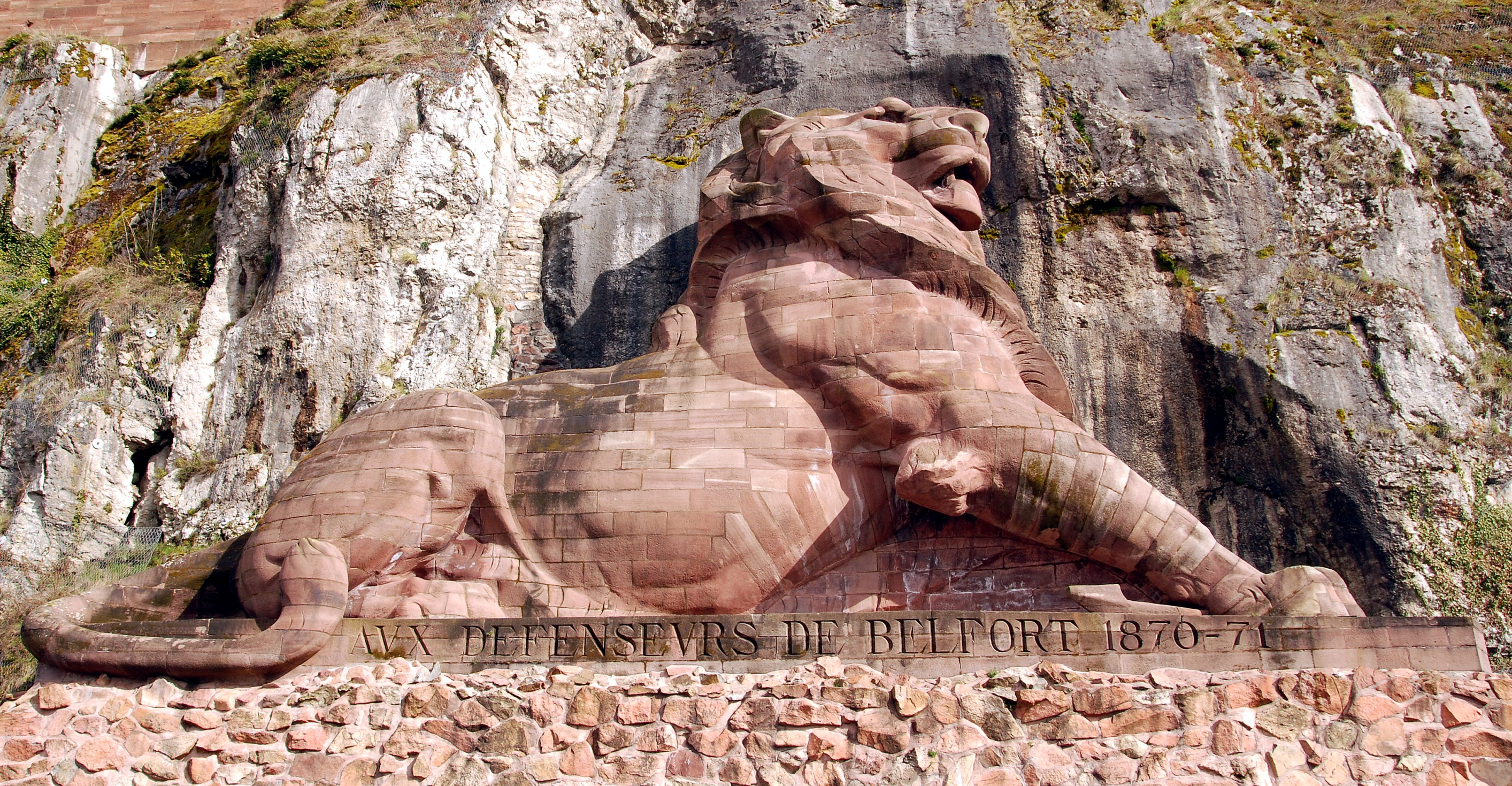
Der Löwe von Belfort

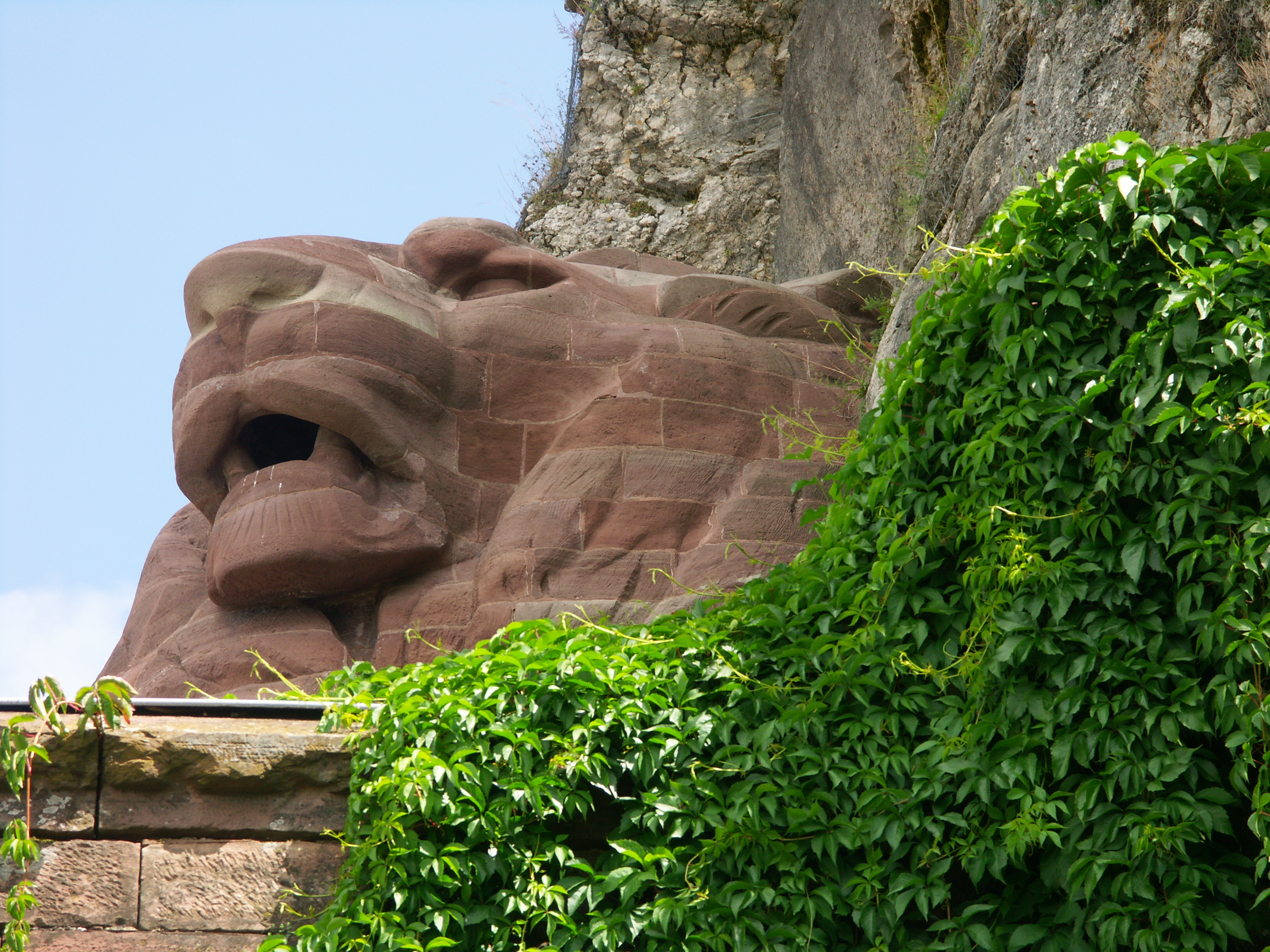
Detailansicht des Löwen von Belfort

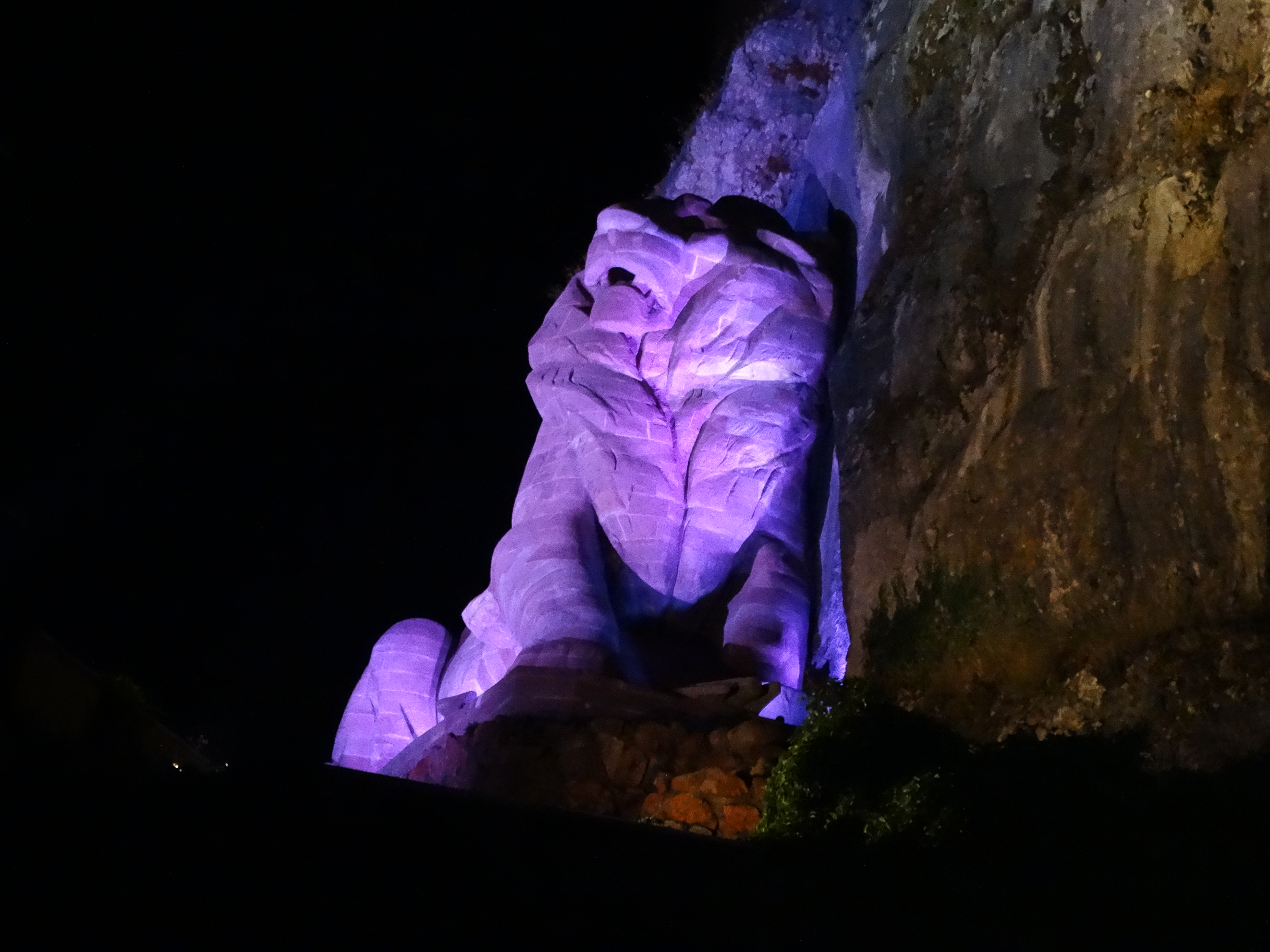
Löwe von Belfort in der Nacht

Der Löwe von Belfort ist eine monumentale Steinskulptur von 21,5 Metern Länge und 10,7 Metern Höhe und Wahrzeichen der französischen Stadt Belfort. Der Löwe erinnert an den Widerstand Belforts unter Colonel Denfert-Rochereau während der 103-tägigen Belagerung von Belfort im Deutsch-Französischen Krieg vom 3. November 1870 bis 13. Februar 1871. Das Monument an der Zitadelle Belforts wurde 1880 von Frédéric Auguste Bartholdi aus rotem Vogesensandstein geschaffen.
Im Dezember 1871, noch während der deutschen Besatzung, beschloss der Stadtrat, ein Denkmal als Erinnerung an die Opfer der jüngsten Belagerung errichten zu lassen. Ursprünglich sollte ein einfacher Gedenkstein oder eine Säule auf dem Friedhofsgelände aufgestellt werden, aber Bartholdi unterbreitete den Entwurf eines monumentalen Steinlöwen, „furchterregend in seiner wütenden Raserei“, der schließlich angenommen wurde. Zunächst sollte der Löwe in Richtung des Feindes blicken, wovon man aufgrund deutscher Proteste Abstand nahm, so dass er nun in Richtung Westen blickt.
Der Bau der Skulptur dauerte von 1875 bis 1880, finanziert von einer nationalen Spendenaktion. Die Skulptur besteht aus gemauerten Blöcken aus rotem Sandstein, die in einem Steinbruch in der Gemeinde Pérouse abgebaut wurden. Aufgrund von Meinungsverschiedenheiten zwischen dem Künstler und der Stadt Belfort gab es keine offizielle Einweihung. Am 28. August 1880 initiierte und finanzierte der Künstler eine feierliche Beleuchtung seines Werkes. Das Löwendenkmal wurde sehr bald zum Symbol der Stadt und am 20. April 1930 als „monument historique“ eingestuft. Jährlich besichtigen etwa 60.000 Personen das Denkmal aus der Nähe und blicken von der vorgelagerten kleinen Terrasse auf die Stadt des Widerstands.
Eine verkleinerte Replik aus Kupfer steht in Paris auf der Place Denfert-Rochereau.